# 鱈屬
鱈屬是鱈科的一個屬，又名鰵魚，俗名大頭魚、水口、闊口魚、大頭腥、石腸魚，原產於從北歐至加拿大及美國東部的北大西洋寒冷水域。其下共四種，即大西洋鱈、太平洋鱈 、格陵蘭鱈、阿拉斯加鱈。
目前鱈魚主要出產國是加拿大、冰島、挪威及俄羅斯，日本產地主要在北海道。但由於近百年來的過度捕撈，鱈魚已被列入瀕危魚種，撈捕量被嚴格限制。因為真正鱈魚數量稀少，在商業上，有許多其他種魚類也被稱為「鱈魚」，但在科學分類上，它們並不是來自鱈屬。

## 生活領域
一般生活在深海200至550公尺的海域。

## 形态特征
体延长，稍侧扁，尾部向后渐细一般作长25至40厘米，体重3000至7500克。头大，口大，上颌略长于下颌，颈部有一触须，须长等于或略长于眼径。两颌及犁骨均具绒毛状牙。体被细小圆鳞易脱落，侧线明显、背鳍3个，臀鳍2个，各鳍均无硬棘，完全由鳍条组成。头、背及体侧为灰褐色，并具不规则深褐色斑纹，腹面为灰白色。胸络浅黄色，其他各鳝均为灰色。
分布于北太平洋。

## 下属物种
本属包括以下物种：
- 太平洋鱈（Gadus macrocephalus）
- 大西洋鱈（Gadus morhua）
- 格陵蘭鱈（Gadus ogac）
- 黄线狭鳕（Gadus chalcogrammus）

## 食用價值
早於17世紀，當時在北美洲的移民已將鱈魚曬乾後輸往西班牙、葡萄牙及英國等地出售。由20世紀起，隨著電冰箱的發明，鱈魚多以急凍魚塊出口。鱈魚的魚肉為雪白色，肉質嫩滑結實而味淡，脂肪量低。而鱈魚肝臟亦含大量維他命A及維他命D，故經常被用作提煉魚肝油。
鱈魚捕獲後若未經冷凍處理，會分解產生大量三甲胺，為臭味的主因。